# Boldekow
Boldekow er en by og kommune i det nordøstlige Tyskland, beliggende i Amt Anklam-Land i den centrale del af Landkreis Vorpommern-Greifswald. Landkreis Vorpommern-Greifswald ligger i delstaten Mecklenburg-Vorpommern. Indtil 31. december 2004 var kommunen en del af Amt Spantekow.

## Geografi
Boldekow er beliggende ved Bundesstraße B 197. Anklam ligger omkring 17 kilometer mod nord, og Neubrandenburg 31 kilometer sydvest for kommunen. Den sydlige del af kommunen gennemskæres af Großer Landgraben.
I det sydvestlige hjørne af Boldekow kommune, ligger den 168 hektar store Putzarer See i et naturschutzgebiet og habitatområde.

### Landsbyer
| - Boldekow - Borntin - Glien - Gliener Siedlung | - Kavelpaß - Putzar - Rubenow - Zinzow |

## Eksterne kilder og henvisninger
- Wikimedia Commons har flere filer relateret til Boldekow
- Byens side Arkiveret 15. februar 2017 hos  Wayback Machine på amtets websted
- Statistik Arkiveret 15. februar 2017 hos  Wayback Machine